# Charlotte Riddell
Charlotte Riddell também conhecida por Mrs J. H. Riddell (Carrickfergus, 30 de setembro de 1832 – Ashford, 24 de setembro de 1906) foi uma influente escritora britânica. 
Muito famosa durante a Era Vitoriana, escreveu cerca de 56 livros, romances e contos, sendo também uma das donas e editoras do St. James's Magazine, uma importante e influente revista literária da década de 1860. Foi um dos grandes nomes da literatura de fantasmas da época.

## Biografia
Charlotte nasceu em Carrickfergus, cidade do Condado de Antrim, em 1832. Era a filha mais nova de James Cowan, xerife do condado e Ellen Kilshaw, nascida em Liverpool. Seu pai morreu em 1851, deixando a família em situação financeira bastante complicada. Quatro anos depois sua mãe se mudou para Londres com os filhos, onde Charlotte esperava ganhar dinheiro escrevendo e publicando, uma das poucas profissões respeitáveis para mulheres na época. No ano seguinte, Ellen também morreria devido a um câncer.
Em 1857, casou-se com um engenheiro civil de Staffordshire, Joseph Hadley Riddell, que morava em Londres. Sabe-se que o casal morava em St John's Lodge por volta de 1860, mudando-se de lá em 1873 quando a área foi demolida e revitalizada. O casal não teve filhos.

## Carreira
Acreditava-se que os primeiros dois livros de Charlotte estavam perdidos. Porém eles foram publicados sob pseudônimos: Zuriel's Grandchild (1856), de R.V. Sparling, e The Ruling Passion (1857), de Rainey Hawthorne. É provável que tenha feito pouco dinheiro com a venda de seus livros e como seu marido não ganhava o suficiente para sustentar o casal, Charlotte era quase que unicamente responsável pelo orçamento da família.
Seu terceiro livro, The Moors and the Fens, foi publicado em 1858 e foi um sucesso de vendas. Inicialmente, Charlotte assinava seus trabalhos com pseudônimos, mas passou a usar o próprio nome em 1864. Seu livros e contos foram seguidos por um grande sucesso e entre os anos de 1858 e 1902, Charlotte já tinha publicado trinta obras. O mais famoso é George Geith of Fen Court, ainda assinado como F. G. Trafford em 1864, no qual a editora Tinsley pagou 800 libras na época (hoje equivalente a 100 mil libras esterlinas). Em 1883, o livro se tornou uma peça de teatro, dramatizada por Wybert Reeve, na cidade de Scarborough e depois na Austrália.
A partir de 1867, Charlotte foi editora e sócia da revista literária St. James's Magazine, tendo sido criada em 1861 por Anna Maria Hall. Foi também editora da revista Home, por volta dessa mesma época. Escreveu vários contos para uma associação que promovia valores cristãos e para os anuários de Natal da editora Routledge.

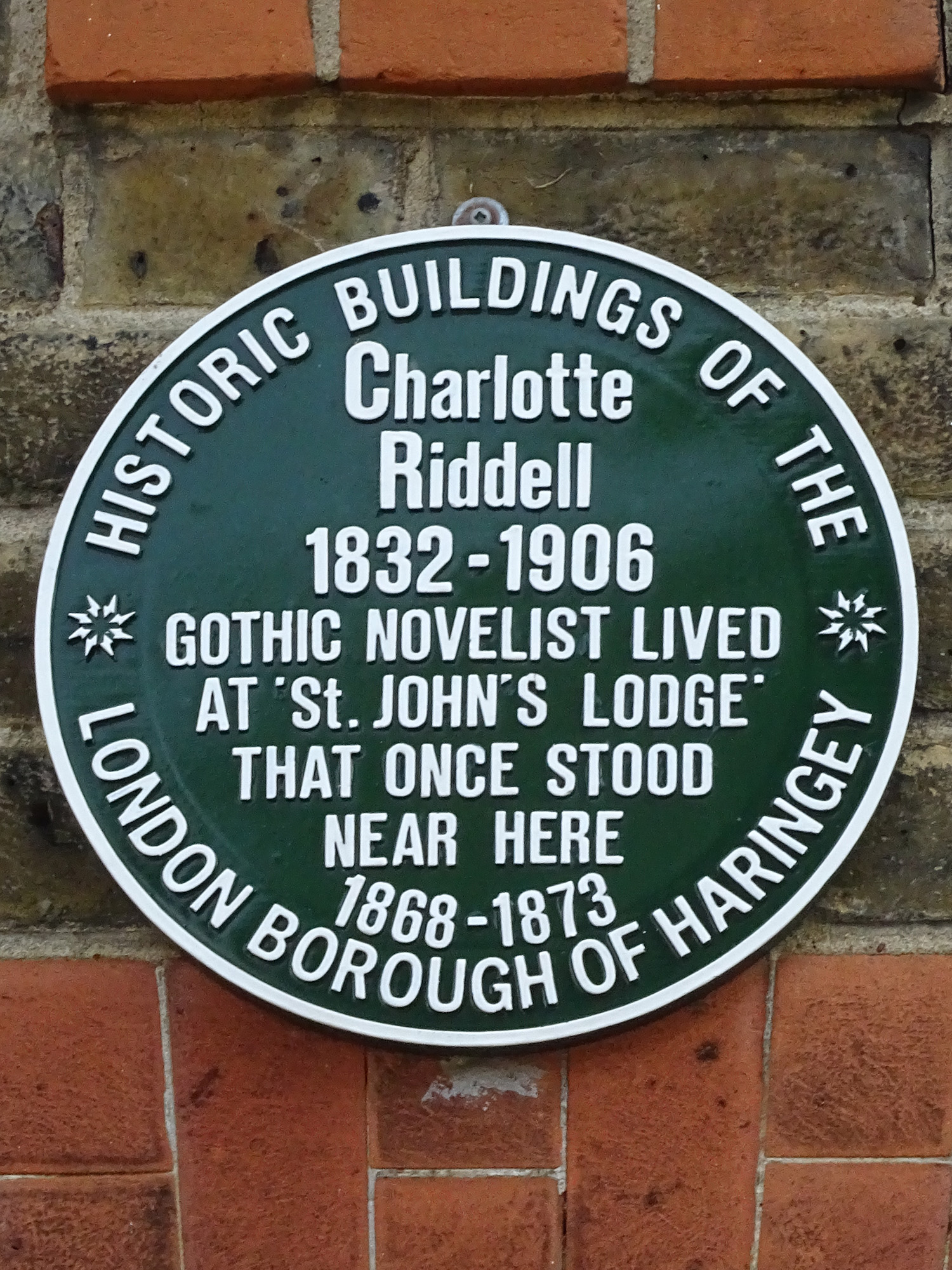
Placa erigida em Haringey, em 2010, no St, Ann's Hospital, onde antes ficava a residência dos Ridell.

A área em que Charlotte mais se destacou foram nas histórias de fantasmas e horror. Cinco de seus livros (Fairy Water, The Uninhabited House, The Haunted River, The Disappearance of Mr. Jeremiah Redworth e The Nun's Curse) falam de casas e prédios assombrados. Charlotte também escreveu vários contos com histórias de fantasmas, como "The Open Door" e "Nut Bush Farm".

## Últimos anos
Seu marido morreu em 1880. De 1886 em diante, Charlotter viveu uma vida discreta e reclusa em Upper Halliford, uma pequena vila, parte da cidade de Shepperton. Foi a primeira autora a receber uma pensão da Sociedade de Escritores, recebendo 60 libras (equivalente a 7 mil libras atuais) ao ano em maio de 1901.

## Morte
Charlotte morreu em 24 de setembro de 1906, em Ashford, aos 73 anos, devido a um câncer de mama. Ela foi sepultada no cemitério da paróquia de St. Leonard, na cidade de Hounslow, na grande Londres.

## Publicações

### Livros
- Zuriel's Grandchild (1856)
- The Ruling Passion (1857)
- The Moors and the Fens (1857)
- The Rich Husband (1858)
- Too Much Alone (1860)
- City and Suburb (1861)
- The World in Church (1862)
- George Geith of Fen Court (1864)
- Maxwell Drewitt (1865)
- Phemie Keller (1866)
- The Race for Wealth (1866)
- Far Above Rubies (1867)
- My First Love (1869)
- Austin Friars (1870)
- Long Ago (1870)
- A Life's Assize (1871)
- How to Spend a Month in Ireland (1872)
- The Earl's Promise (1873)
- Home, Sweet Home (1873)
- Fairy Water (1873)
- Mortomley's Estate (1874)
- The Haunted House at Latchford (aka Fairy Water) (1872)
- The Uninhabited House (1875)
- Above Suspicion (1876)
- The Haunted River (1877)
- Her Mother's Darling (1877)
- The Disappearance of Jeremiah Redworth (1878)
- Maxwell Drewitt (1879)
- The Mystery in Palace Gardens (1880)
- Alaric Spenceley (1881)
- The Senior Partner (1881)
- A Struggle for Fame (1883 – republicado em 2015
- Susan Drummond (1884)
- Berna Boyle: A Love Story of the County Down (1884)
- Mitre Court (1885)
- The Government Official (1887)
- The Nun's Curse (1888)
- Head of the Firm (1892)
- Daisies and Buttercups (c. 1900)

### Coletâneas
- Frank Sinclair's Wife: And Other Stories (1874)
- Weird Stories (1882)
- Idle Tales (1887)
- Princess Sunshine: And Other Stories (1889)
- Handsome Phil: And Other Stories (1899)
- The Collected Ghost Stories of Mrs J. H. Riddell (1977)

### Antologias com seus contos
- The 7th Fontana Book of Great Ghost Stories (1971)
- Victorian Tales of Terror (1972)
- The Penguin Book of Classic Fantasy by Women (1977)
- Gaslit Nightmares (1988)
- 100 Ghastly Little Ghost Stories (1992)
- The Mammoth Book of Haunted House Stories (2000)

### Contos
- "Banshee's Warning" (1867)
- "A Strange Christmas Game" (1868)
- "Forewarned, Forearmed" (1874)
- "Hertford O'Donnell's Warning" (1874)
- "Nut Bush Farm" (1882)
- "The Old House in Vauxhall Walk" (1882)
- "Old Mrs Jones" (1882)
- '"The Open Door" (1882)
- "Sandy the Tinker" (1882)
- "Walnut-Tree House" (1882)
- "The Last of Squire Ennismore" (1888)
- "A Terrible Vengeance" (1889)
- "Why Dr Cray Left Southam" (1889)
- "Conn Kilrea" (1899)
- "The Rusty Sword" (1893)
- "Diarmid Chittock's Story" (1899)
- "Handsome Phil" (1899)